# Дендер (футбольный клуб)
«Дендер» (нидерл. F.C. Verbroedering Dender E.H.) — бельгийский футбольный клуб из города Дендерлеу, выступающий в Про-лиге. Основан в 1943 году. Домашние матчи проводит на стадионе «Флоран Бекман», вмещающем 8 157 зрителей.

## История
Победа в Эрсте Лиге 2006/07 позволила выступать в элите, начиная с сезона 2007/08.

## Достижения
Второй дивизион: 
- Победитель (1): 2006/07

Третий дивизион: 
- Победитель (2): 2005/06, 2021/22

## Известные игроки
- Эрик Дефляндр
- Тимоти Дерик
- Марцин Жевлаков